# Felix Hoesch

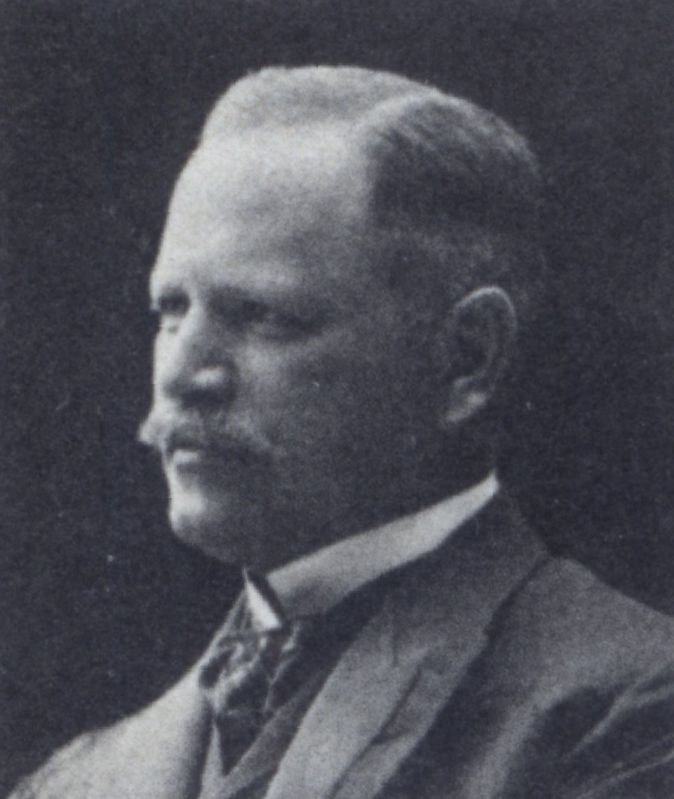
Felix Hoesch als Reichstagsabgeordneter 1912

Felix Alwin Hoesch (* 24. August 1866 in Düren; † 17. September 1933 in Goslar) war Landwirt, Gutsbesitzer und Mitglied des Deutschen Reichstags.

## Leben
Abstammend aus der rheinischen Industriellenfamilie Hoesch besuchte Felix Hoesch Gymnasien zu Düren und Köln, danach die Technische Hochschule in Braunschweig. Hier wurde er im Sommersemester 1885 Mitglied des Corps Teutonia. Sechs Jahre absolvierte er eine teils praktische, teils wissenschaftliche Ausbildung, letztere an der Landwirtschaftlichen Hochschule in Berlin. 1890 kaufte er das Rittergut Neukirchen b. Seehausen, Krs. Osterburg, Altmark, mit zunächst 350, später durch weitere Zukäufe 625 Hektar Betriebsgröße. Er war im Landsturm, Kreisdeputierter des Kreises Osterburg und ebendort Kreistagsabgeordneter, außerdem  Deichhauptmann, Amtsvorsteher, Mitglied der Landwirtschaftskammer (Provinz Sachsen) und Vorsitzender des Tierzuchtausschusses an derselben.

## Kaltblutzucht
Er war Vorsitzender der  Zuchtgenossenschaft für das rheinisch-deutsche Kaltblutpferd, die den damals verbreiteten Einsatz der Pferderasse Shire ablehnte und voll auf das belgische Kaltblut umstellte und 1910 in den Pferdezuchtverband für die Provinz Sachsen einging, dessen Vorsitzender Hoesch bis 1933 blieb. Ab 1921 wählte man ihn außerdem zum Vorsitzenden des Reichsverbandes Deutscher Kaltblutzüchter.

## Tierzucht
Die Deutsche Gesellschaft für Züchtungskunde wählte ihn 1905 zu ihrem ersten Vorsitzenden, ab 1923 als Ehrenvorsitzenden.
In der Schweinezucht war Hoesch mit seiner Zuchtherde an der Entwicklung des Deutschen veredelten Landschweines als neue Rasse entscheidend beteiligt. Bereits seit 1889 Mitglied der Deutschen Landwirtschaftsgesellschaft (DLG), wurde er in viele Gremien dieser Organisation gewählt: 1904 als Mitglied in den Ausschuss für Schweinezucht, 1919 als Mitglied in den Ausschuss für Pferdezucht, 1921 als Vorsitzender der Schweinezuchtabteilung und 1921 als Mitglied des Präsidiums und Vorsitzender des Sonderausschusses für Kaltblutzucht. Er beschickte mehrere  Wanderausstellungen der DLG mit Rindern, Pferden und Schweinen und erzielte dabei viele Auszeichnungen. Darüber hinaus war Hoesch noch in der  landwirtschaftlichen Kreisvertretung des Kreises Osterburg und Vorsitzender des landwirtschaftlichen Vereins Seehausen (Altmark).

## Auszeichnungen
Hoesch erhielt den Roten Adlerorden IV. Klasse, 1902 den Ehrentitel Königlicher Ökonomierat, und 1914 wurde er zum Dr. phil. h. c. durch die Philosophische Fakultät der Universität Halle promoviert. 1916 bekam er das Ehrenschild der Landwirtschaftskammer der Provinz Sachsen und 1917 das Eiserne Kreuz. Hoesch trug den Ehrentitel Ökonomierat.

## Politik
Von 1913 bis 1918 war er Mitglied des Preußischen Abgeordnetenhauses und ab 1912 war er Mitglied des Deutschen Reichstags für den Wahlkreis Regierungsbezirk Magdeburg 2 (Stendal, Osterburg) und die Deutschkonservative Partei. Sein Mandat wurde am 26. März 1914 für ungültig erklärt. Zwischen 1924 und 1928 war er Mitglied des Preußischen Landtags für die Deutschnationale Volkspartei.